# Esteroide sexual
Os esteroides sexuais, também conhecidos como esteroides gonadais, são hormônios esteroides que interagem com receptores de andrógenos e estrógenos nos animais vertebrados. Os esteroides sexuais naturais são feitos pelas gônadas (ovários ou testículos), pela glândulas adrenais ou pela conversão de outros esteroides sexuais em outros tecidos como fígado ou gordura. O termo hormônio sexual é praticamente um sinônimo de esteroide sexual.
Os esteroides sexuais desempenham papéis importantes induzindo o corpo a mudanças conhecidas como características sexuais primárias e caracteres sexuais secundários.
O desenvolvimento das características sexuais primárias e secundárias é controlado pelos hormônios sexuais depois do estágio fetal inicial, quando a presença ou ausência do cromossomo Y e/ou do gene SRY irá determinar o desenvolvimento.
Em muitos contextos, as duas principais classes de esteroides sexuais são os andrógenos e estrógenos, dos quais os exemplos mais importantes para o homem são a testosterona e o estradiol, respectivamente. Outros contextos incluem os progestágenos como uma terceira classe de esteroides sexuais, distinta dos andrógenos e estrógenos. A progesterona é o exemplo mais importante e único naturalmente presente no ser humano.
Existem muitos esteroides sintéticos. Andrógenos sintéticos geralmente são classificados como esteroides anabolizantes. Estrógenos sintéticos e progestinas são utilizados em métodos de contracepção hormonal. Dietilestilbestrol (DES) é um estrógeno sintético.
Os esteroides sexuais incluem:
- andrógenos:
  - testosterona
  - androstenediona
  - dihidrotestosterona
  - dehidroepiandrosterona
  - esteroides anabólicos
- estrógenos:
  - estradiol
  - Dietilestilbestrol
- progestágenos:
  - progesterona
  - progestinas